# Geert De Vlieger
Geert De Vlieger (Aalst, 16 oktober 1971) is een voormalig Belgisch doelman die onder meer speelde voor KSK Beveren, RSC Anderlecht en Manchester City FC. Hij kondigde zijn afscheid aan op 15 februari 2011. Sinds 2011 werkt hij als voetbalanalist en vanaf 2019 ook als televisiepresentator voor Play Sports van Telenet.

## Carrière
De Vlieger werd als tiener door KSK Beveren, dat toen een subtopper was met een traditioneel sterke jeugdwerking, weggeplukt bij Eendracht Sint-Gillis, uit de gelijknamige deelgemeente van Dendermonde. Op zijn 18de stak hij al de neus aan het venster, maar diende te wachten tot Filip De Wilde, daarna Dirk Rosez plaats zouden ruimen. De jonge belofte maakte de reputatie van Beveren als kweekvijver voor topkeepers helemaal waar. Van Beveren trok hij in 1995 naar RSC Anderlecht, waar hij de strijd om de basisplaats won van Frédéric Herpoel. In 1998 haalde Anderlecht echter Filip De Wilde terug uit het buitenland. De ervaren doelman werkte zich in de ploeg, ten koste van De Vlieger. Die trok daarop naar Harelbeke, waar hij het ganse seizoen onder de lat stond. Daarna keerde hij weer naar Brussel, maar kon er de nummer 1 niet meer afdwingen.
Zijn carrière bloeide op bij het Nederlandse Willem II, waar hij drager van het elftal, aanvoerder, publiekslieveling en A-international voor België werd. Bij Manchester City was Engels international David James titularis, waardoor de Belgische keeper nooit aan spelen toekwam. Voor het seizoen van 2006-2007 kreeg hij interesse van Standard en Zulte Waregem. De Luikenaars zochten een ervaren en goede doelman om het vertrokken boegbeeld Vedran Runje te vervangen, die verhuisde naar het Turkse Beşiktaş JK.
Standard had ook een oogje laten vallen op doelman Michael Cordier (van La Louvière), waardoor de onderhandelingen stroef verliepen. Voor De Vlieger duurden de onderhandelingen te lang en daarom zwichtte hij voor de ambities van Zulte Waregem.
In zijn eerste seizoen bij SVZW was hij niet helemaal zeker van zijn plaats bij 'Essevee'. Toch hield hij Pieter Merlier, die vorige seizoenen titularisdoelman was, op de bank. In 2007-2008 speelde De Vlieger zijn tweede en laatste seizoen bij Zulte Waregem. De club heeft zijn contract niet verlengd en wil vanaf 2008-2009 voorrang geven aan jeugdproduct Sammy Bossut. Op 30 mei 2008 tekende de Vlieger een contract voor een jaar bij Club Brugge als tweede doelman na Stijn Stijnen, omdat tweede doelman (Glenn Verbauwhede) werd uitgeleend aan KV Kortrijk.

## Internationaal
De Vlieger heeft bij de nationale ploeg 43 caps verzameld. Op Euro 2000 was hij doublure voor Filip De Wilde, maar na diens afscheid won hij de concurrentiestrijd met onder andere Erwin Lemmens, Frédéric Herpoel en Ronny Gaspercic en werd hij de vaste nummer één. Hij was een belangrijke pion in de kwalificatie voor het WK 2002. Op dit WK stond hij alle 4 de wedstrijden van de Rode Duivels onder de lat. Zijn laatste interland dateert van 1 maart 2006 (Luxemburg-België). De Vlieger werd nog wel voor de EK 2008-kwalificatie opgeroepen als reservedoelman.
Op 15 februari 2011 kondigt De Vlieger zijn afscheid aan, het seizoen 2010-2011 is zijn laatste seizoen, dit was in loondienst van Club Brugge.

## Clubstatistieken
| seizoen                       | club             | land      | competitie         | duels | goals |
| ----------------------------- | ---------------- | --------- | ------------------ | ----- | ----- |
| 1989/90                       | KSK Beveren      | België    | Eerste klasse      | 1     | 0     |
| 1990/91                       | KSK Beveren      | België    | Tweede klasse      | 30    | 0     |
| 1991/92                       | KSK Beveren      | België    | Eerste klasse      | 34    | 0     |
| 1992/93                       | KSK Beveren      | België    | Eerste klasse      | 34    | 0     |
| 1993/94                       | KSK Beveren      | België    | Eerste klasse      | 33    | 0     |
| 1994/95                       | KSK Beveren      | België    | Eerste klasse      | 34    | 0     |
| 1995/96                       | RSC Anderlecht   | België    | Eerste klasse      | 4     | 0     |
| 1996/97                       | RSC Anderlecht   | België    | Eerste klasse      | 32    | 0     |
| 1997/98                       | RSC Anderlecht   | België    | Eerste klasse      | 17    | 0     |
| 1998/99                       | KRC Harelbeke    | België    | Eerste klasse      | 33    | 0     |
| 1999/00                       | RSC Anderlecht   | België    | Eerste klasse      | 8     | 0     |
| 1999/00                       | Willem II        | Nederland | Eredivisie         | 16    | 0     |
| 2000/01                       | Willem II        | Nederland | Eredivisie         | 31    | 0     |
| 2001/02                       | Willem II        | Nederland | Eredivisie         | 30    | 0     |
| 2002/03                       | Willem II        | Nederland | Eredivisie         | 31    | 0     |
| 2003/04                       | Willem II        | Nederland | Eredivisie         | 26    | 0     |
| 2004/05                       | Manchester City  | Engeland  | Premier League     | 0     | 0     |
| 2005/06                       | Manchester City  | Engeland  | Premier League     | 0     | 0     |
| 2006/07                       | SV Zulte Waregem | België    | Jupiler Pro League | 18    | 0     |
| 2007/08                       | SV Zulte Waregem | België    | Jupiler Pro League | 23    | 0     |
| 2008/09                       | Club Brugge      | België    | Jupiler Pro League | 4     | 0     |
| 2009/10                       | Club Brugge      | België    | Jupiler Pro League | 3     | 0     |
| 2010/11                       | Club Brugge      | België    | Jupiler Pro League | 10    | 0     |
| Laatst bijgewerkt: 21-05-2011 |                  |           |                    |       |       |

## Media
Na het beëindigen van zijn voetbalcarrière bood Telenet hem de kans aan om vanaf het seizoen 2011/12 voetbalanalist te worden bij hun betaalzender Play Sports. Bij Play Sports kreeg hij ook zijn eigen programma 'Hoogvliegers'. Later was hij ook meerdere keren te zien als analist bij Sporza. Sinds 2019 is De Vlieger naast voetbalanalist ook actief als presentator bij Play Sports.

## Divers
- In 2004 nam De Vlieger deel aan het tweede seizoen van de Slimste Mens ter Wereld. Tijdens zijn eerste aflevering verloor hij de finale en moest hij bijgevolg de quiz verlaten.
- Sinds het begin van het seizoen 2011/2012 werkt hij als analist en co-commentator voor Play Sports.
- De Vlieger werd op zaterdag 26 november 2016 benoemd tot ereburger van zijn woonplaats Lebbeke.[3]
- Tijdens de coronacrisis maakte De Vlieger meermaals wielertochten die een afbeelding voorstelden zoals die van Donald Trump.[4][5][6]